# Tanypus gracillima
Tanypus gracillima är en tvåvingeart som först beskrevs av Jean-Jacques Kieffer 1916.  Tanypus gracillima ingår i släktet Tanypus och familjen fjädermyggor.
Artens utbredningsområde är Taiwan. Inga underarter finns listade i Catalogue of Life.